# Claire-Eulalie Durancy
Claire-Eulalie Durancy, egentligen Fieuzal, född 1745 i Paris, död 1781 i Paris, var en franskspråkig balettdansös och skådespelare. Hon tillhörde de mer betydande scenkonstnärerna vid La Monnaie i Bryssel mellan 1766 och 1774. 
Hon var dotter till teaterdirektören Jean-Francois Fieuzal och skådespelaren Francoise-Marine Dessuslefour. Hon var figurant vid teaterns balett samt skådespelare. Hon var främst känd för sina roller som hjältinna i romantiska komedier. År 1771 namngavs hon som den sjunde av tio aktriser vid teatern och angavs spela troixieme amoreuses. Hon avslutade sin anställning i Bryssel efter att ha blivit stämd på uteblivna skulder år 1772, en process som varade fram till 1774, innan hon avreste till Paris. 